# SPV GmbH
SPV GmbH é uma gravadora independente da Alemanha fundada em 1984 como uma distribuidora alemã da Roadrunner Records. Ela cresceu progressivamente para tornar-se uma das maiores distribuidoras independentes. 
Seus artistas incluem Whitesnake, Motörhead, Helloween, Judas Priest, Sepultura, Angra, Dio, Iced Earth, Type O Negative e Skid Row